# Кингстон, Ларри
Лари «Ла́рри» Ки́нгстон (англ. Laryea "Larry" Kingston, 7 ноября 1980, Аккра) — ганский футболист, полузащитник. Выступал в сборной Ганы.

## Карьера
Свою футбольную карьеру Ларри начал в 16 лет в Гане в клубе Great Olympics, отправившись затем в аренду в ливийский клуб «Аль-Иттихад». Но всего через 4 месяца он возвращается из Ливии и присоединяется в 2001 году к одному из лидеров ганского футбола клубу «Хартс оф Оук». Два года спустя он перебирается в Израиль, где выступает до 2004 года за «Маккаби» из Назарета и «Хапоэль» из Тель-Авива.
Затем Кингстон перебирается в Россию в клуб «Крылья Советов» из Самары и помогает команде завоевать бронзовые медали российский Премьер-лиги. При его участии самарский клуб также дошёл до финала Кубка России, где, однако, неожиданно уступил грозненскому «Тереку», куда Ларри и перешёл летом 2005 года. Однако «Терек» занял последнее место в чемпионате России в 2005 году и покинул Премьер-Лигу, после чего Кингстон ушёл в аренду в московский «Локомотив» на сезон 2006 года. Летом 2006 года Ларри был дисквалифицирован на 6 матчей чемпионата за умышленное нанесение травмы защитнику «Динамо» Леандро Фернандесу.
Так как права на игрока принадлежали «Тереку», который не смог вернуться в 2007 году в Премьер-лигу, Кингстон ушёл из клуба. Несмотря на предложение из «Болтона» и интересе со стороны «Ньюкасла» и «Фулхэма», Кингстон в январе 2007 года переходит в шотландский «Хартс» сначала на условиях аренды, а потом подписывает постоянный контракт на 3 года.
31 августа 2010 года перешёл в нидерландский клуб «Витесс» на правах свободного агента. Контракт подписан на 1 год.
13 июля 2011 года подписал контракт на два года с «Хапоэлем» из Беэр-Шева.

## Личная жизнь
Старший брат Ларри, Ричард Кингсон, был основным вратарём сборной Ганы на чемпионатах мира 2006 и 2010 годов.